# آرجنترا
آرجنترا (به ایتالیایی: Argentera) یک کومونه در ایتالیا است که در استان کونیو واقع شده‌است.

## خصوصیات
آرجنترا ۷۷٫۷ کیلومترمربع مساحت و ۷۷ نفر جمعیت دارد و ۱٬۶۸۴ متر بالاتر از سطح دریا واقع شده‌است.